# Ave Soul
Ave Soul es el segundo libro del poeta peruano Jorge Pimentel. Fue publicado en 1973 por la Editorial Rinoceronte, en España, y apenas tuvo prensa en su momento dentro y fuera del Perú.

Sin embargo, el libro ha terminado convirtiéndose en una obra de culto gracias a los poemas que se conocen de él en las antologías de la época, como es el caso de "Balada para un caballo" y "El lamento del sargento de aguas verdes". Lo que Pimentel no había podido comunicar en su primer libro, demasiado alborotado por su espíritu combativo, aquí está expresado espléndidamente. Sin duda es uno de sus grandes libros, y el que lo consolidó definitivamente dentro de la poesía peruana contemporánea. 
La censura de ese entonces en España accedió a permitir la publicación de Ave Soul, con la excepción de la dedicatoria "A Salvador Allende. A los compañeros." Pimentel no dio su brazo a torcer, así que la publicó pero al final del poemario, burlando así a los esbirros culturales de Manuel Fraga.